# RPL41
RPL41 (англ. Ribosomal protein L41) – білок, який кодується однойменним геном, розташованим у людей на короткому плечі 12-ї хромосоми. Довжина поліпептидного ланцюга білка становить 25 амінокислот, а молекулярна маса — 3 456.
| MRAKWRKKRM |  | RRLKRKRRKM |  | RQRSK |

A: Аланін

K: Лізин

L: Лейцин

M: Метіонін

Q: Глутамін

R: Аргінін

S: Серин

Кодований геном білок за функціями належить до рибонуклеопротеїнів, рибосомних білків.